# Tobias Wildi
Tobias Wildi (* 1973 in Ennetbaden) ist ein Schweizer Historiker, Archivar und Unternehmer.

## Leben
Wildi wuchs in Baden auf und studierte Geschichte, Politologie und Informatik an den Universitäten Zürich und Lausanne.
Seine 2003 beim Chronos Verlag veröffentlichte Dissertation Der Traum vom eigenen Reaktor fand weithin Beachtung. In diesem Werk arbeitet Wildi kritisch die Ereignisse um den Atomunfall am 21. Januar 1969 im Versuchsatomkraftwerk Lucens auf. Schwerpunkt der Arbeiten Wildis sind die Technik- und Sozialgeschichte der Schweiz. Seit 2006 wandte Wildi sich der Archiv- und Bibliothekswissenschaft zu.
Mit Andreas Steigmeier gründete er 2003 die GmbH für Informationsmanagement und Archivdienstleistungen Docuteam. Unter anderem veröffentlichte er als Leiter des Historischen Archivs der ABB Schweiz AG mit Norbert Lang das Buch IndustrieWelt. Mit Patrick Kupper gründete er ein Archiv zur Schweizer Kernkraft-Geschichte.
Seit 2021 ist er als Dozent für Archivwissenschaft an der Fachhochschule Graubünden tätig.

## Schriften (Auswahl)
- Organisation und Innovation bei BBC Brown Boveri AG 1970–1987. (Lizentiatsarb.) ETH Zürich, Preprints zur Kulturgeschichte der Technik, 6, 1998, ethz.ch (PDF; 399 kB) OCLC 82767886
- Abwanderung im Surbtal-Zuwanderung in Baden. Die Veränderung der jüdischen Wohn- und Berufsstruktur 1840-1920. In: Badener Neujahrsblätter, 1998, 73. Jg., S. 43–58.
- Die Geschichte des Dorfbrandes von Fislisbach: 1848–1998 [150 Jahre Dorfbrand Fislisbach]. Gemeinde Fislisbach (Hrsg.), 1998.
- Der Traum vom eigenen Reaktor: die schweizerische Atomtechnologieentwicklung 1945–1969. (Diss.), Chronos 2003. ISBN 978-3-0340-0594-4. Digitalisat (PDF; 4,0 MB) bei der ETH Zürich.
- mit Patrick Kupper, Esther Geiger, Christian J. Huber, Wolfgang Wahl: Dokumentation ARK. Aufbau und Inhalte des Archivs zur Geschichte der Kernenergie in der Schweiz. (PDF) In: Technikgeschichte ETH Zürich, 1. Februar 2004
- mit Norbert Lang, Peter Zehnder (Hrsg.): IndustrieWelt: historische Werkfotos der BBC; 1890–1980. Verlag Neue Zürcher Zeitung 2006, ISBN 978-3-03823-272-8. Rezension in der Neuen Zürcher Zeitung.
- mit Patrick Kupper: Motor-Columbus von 1895 bis 2006: [111 Jahre Motor-Columbus]. Motor-Columbus (Hrsg.) 2006. OCLC 428004885
- mit Beat Rick, Urs Tremp: Die Kern- und Bäderumfahrung: Ennetbaden auf der Suche nach seiner Zukunft. Einwohnergemeinde Ennetbaden (Hrsg.), 2006. OCLC 428133205
- mit Andreas Nef: Informatik an der ETH Zürich 1948-1981. Preprints zur Kulturgeschichte, ETH Zürich, Nr. 21, 2007. Digitalisat (PDF; 335 kB) bei der ETH Zürich. OCLC 890689558
- Wislikofen: zwei Dörfer – eine Geschichte. Einwohnergemeinde Wislikofen (Hrsg.), 2008. OCLC 428225395